# Chico Mendes
Francisco Alves Mendes Filho, známý jako Chico Mendes, (15. prosince 1944 Xapuri – 22. prosince 1988 Xapuri) byl brazilský ekologický aktivista, politik, sběrač přírodního kaučuku a předseda Unie zemědělských dělníků Xapuri. Jeho činnost mu získala mezinárodní uznání, nakonec ho však stála život.

## Život

### Mládí
Narodil se v hornatém zalesněném podhůří And. Jako malý chlapec musel pomáhat svým rodičům a stal se zručným sběračem kaučuku. Když v šedesátých letech prudce klesly ceny kaučuku, byly pozemky s jeho výskytem prodávány. Ty pak získávali dobytkáři, kteří sběrače vyháněli. Mendes nebyl výjimkou, měl s nimi několik konfliktů a potyček.

### Předseda Unie zemědělských dělníků Xapuri
Roku 1973, kdy byla u moci vojenská diktatura v čele s generálem Ernestem Geiselem, byla založena Brazilská dělnická strana, do níž Mendes vstoupil a brzy se stal jedním z jejích volených zástupců v samosprávné radě ve městě Xapuri. Mendes se angažoval i v odborech. Spolu s dalšími přáteli založil místní odborářskou organizaci sběračů kaučuku, která dostala název Unie zemědělských dělníků Xapuri. V této organizaci se projevily Mendesovy schopnosti a zápal k obhajobě pralesa. Ten byl totiž zdrojem obživy sběratelů kaučuku, indiánských kmenů i drobných rolníků. Mendes nenáviděl skupiny latifundistů, velké ranče, důlní společnosti a firmy spojené s velkoplošnou těžbou vzácného tropického dřeva. V roce 1985 se v hlavním městě Brasília konalo vůbec první setkání odborů sdružujících sběrače kaučuku. Na tomto sjezdu založil Mendes Celonárodní radu sběračů kaučuku. Podařilo se mu přesvědčit účastníky sjezdu, aby vedli zápas nejen po jedné linii, ale aby také spojovali odborovou činnost i s četnými aktivitami ekologických organizací.
Roku 1987 byl pozván americkými ekologickými aktivisty na jejich jednání do Washingtonu, D.C. Mendes jim doporučil, aby se stavěli proti financování obřích projektů amerických i brazilských firem (z daní amerických občanů), na plošné odlesňování amazonských deštných pralesů a vyhánění místních obyvatel. Téhož roku obdržel Mendes cenu Global 500 Award, kterou mu udělilo OSN za ochranu životního prostředí.

### Smrt
Roku 1988 se pokusil rančer Darly Alves da Silva kácet les na místě, kde stála přírodní rezervace. Mendes proti němu okamžitě zahájil velkou kampaň, při níž se mu podařilo zabránit jeho pokusu odlesňování pralesa. Da Silva se svým synem Darcym přišli v prosinci roku 1988 k domu v Xapuri, kde Mendes se svou rodinou žil, a začali střílet do oken. Mendes byl střelen do hrudi a byl na místě mrtev.
U soudu bylo zjištěno, že Mendes se stal obětí spiknutí. Prvním spiklencem byl Mendesův vrah Darly Alves da Silva, kterému Mendes znemožnil odlesnit velké plochy pralesa za účelem chovu dobytka. Druhý spiklenec byl Aldebio da Silva, majitel dřevařské firmy, který se obával, že Chico Mendes mohl prohlédnout jeho ilegální těžbu mahagonového dřeva. Třetím byl stavební podnikatel Ovido Roberto, který chtěl na řece Rio Grande vybudovat přehradu. Podle Mendese by přehrada přinesla Robertovi velké zisky, zároveň však by měla negativní dopad na deštný prales. Všichni tři spiklenci byli obviněni z vraždy a v roce 1990 odsouzeni na devatenáct let vězení. Chico Mendes se po své smrti stal brazilským národním hrdinou.